# Schnepfenbach
Schnepfenbach ist ein Stadtteil von Dettelbach im unterfränkischen Landkreis Kitzingen.

## Geografische Lage
Das Kirchdorf Schnepfenbach liegt im Norden des Dettelbacher Gemeindegebietes am gleichnamigen Mainzufluss. Es ist nur von Ortsteilen Dettelbachs umgeben. Im Norden befindet sich Neusetz, im Osten Neuses am Berg, südlich liegt der Ortsteil Brück, im Südwesten Schernau.
Die nächsten größeren Städte sind Volkach mit einer Entfernung von etwa 6,5 Kilometern und Würzburg, 16 Kilometer entfernt.
Naturräumlich liegen die nördlichen und westlichen Ortsteile von Dettelbach in der Gäufläche im nördlichen Maindreieck, die sich vor allem durch ihre Trockenheit von den angrenzenden Naturräumen unterscheidet.

## Geschichte

### Mittelalter und Frühe Neuzeit
Anders als bei vielen Nachbarorten Schnepfenbachs, sind für das Dorf keine Vorgängersiedlungen aus vor- und frühgeschichtlichen Epochen überliefert. Schnepfenbach und seine Gemarkung waren also nicht bereits in vorchristlichen Zeiten bewohnt. Erst mit dem Vordringen der germanischen Franken im 6. und 7. Jahrhundert wurde das Gebiet nördlich von Dettelbach erstmals verwalterisch zusammengefasst. Es dauerte dann noch mindestens ein Jahrhundert, bis sich wohl im 8. Jahrhundert dauerhaft Menschen an der Stelle des heutigen Schnepfenbach niederließen.
Das Suffix „-bach“, das einen Hinweis auf die Lage am Fließgewässer gibt, ist ein starkes Indiz für eine fränkische Siedlung. Das Präfix „Schnepfen-“ könnte schlicht auf die naturräumliche Ausstattung des Bachlaufes verweisen mit dem häufigen Vorkommen von Schnepfenvögeln. Urkundlich wurde der Ort erst im Jahr 1351 erstmals erwähnt und tauchte im Hochmittelalter immer in Verbindung mit dem Nachbarort Brück und der zentralen Siedlung Dettelbach auf.
Im 14. Jahrhundert erwarben die Herren von Dettelbach vermehrt Rechte und Güter. Allerdings blieben die Ritter immer vom größeren Hochstift Würzburg abhängig. Im Jahr 1484 wurden Brück und Schnepfenbach Teil des neugegründeten Amtes Dettelbach. Allerdings war nicht das ganze Dorf dem Amt zugerechnet, der Bach bildete die Grenze. Alle Bewohner auf der Westseite des Baches gehörten zum Amt Prosselsheim, während die Bewohner auf der Ostseite zu Dettelbach gezählt wurden. 
Der Dreißigjährige Krieg führte zu vielen Zerstörungen durch die wechselnden Heere. Im Jahr 1631 fielen die protestantischen Schweden ins katholische Schnepfenbach ein und vernichteten vor allem die Vorräte der Bevölkerung. Der Stadtrat von Dettelbach beklagte noch im gleichen Jahr, „daß wir weder Wein, Getreid und Vieh noch das geringste nit mehr haben.“ Noch während des ganzen 17. Jahrhunderts litt die Bevölkerung unter den Kriegsfolgen. Die Bevölkerungszahlen glichen sich erst in der zweiten Hälfte des Jahrhunderts wieder langsam an.

### Neuzeit
Erst am Ende des 18. Jahrhunderts veränderte sich die Verwaltungssituation für das kleine Dorf. 1792 verlor das Amt Prosselsheim seinen Einfluss über die Hälfte des Dorfes und Schnepfenbach wurde ganz dem Amt Dettelbach zugeschlagen. Wenige Jahre später wurde das Hochstift Würzburg säkularisiert und Schnepfenbach kam, nach einer Zwischenzeit im Großherzogtum Würzburg, an das Landgericht Dettelbach im Königreich Bayern. Das 19. Jahrhundert war von einer stark wachsenden Bevölkerung geprägt, lebten 1802 noch 109 Menschen im Ort, waren 1831 bereits 176 Einwohner zu verzeichnen.
Im Jahr 1862 soll die Kirche im Ort durch die Stiftung der Frau Gertrud Friedrich aus Prosselsheim errichtet worden sein. Der genaue Hintergrund dieser Erzählung ist unklar. Gesichert ist, dass die dem heiligen Kilian geweihte Kirche am 9. Juni 1862 benediziert wurde. Zuvor war eine Linde im Ort für gottesdienstliche Zusammenkünfte genutzt worden. Zehn Jahre später, 1872, entstand ein Friedhof im Ort und 1874 gründete sich eine Freiwillige Feuerwehr in Schnepfenbach. 
Im Jahr 1907 wurde die erste Straßenlaterne in Schnepfenbach aufgestellt, bereits 1911 erhielten die Ortsdurchfahrten eigene Straßennamen.  Ab 1963 begann man auch in Schnepfenbach die Flurbereinigung durchzuführen, sechs Jahre später wurde die Volksschule in Schnepfenbach aufgelöst und das Dorf schloss sich dem Schulverband Dettelbach an. Am 1. Mai 1978 wurde Schnepfenbach als Ortsteil in die Stadt Dettelbach eingemeindet.

## Sehenswürdigkeiten

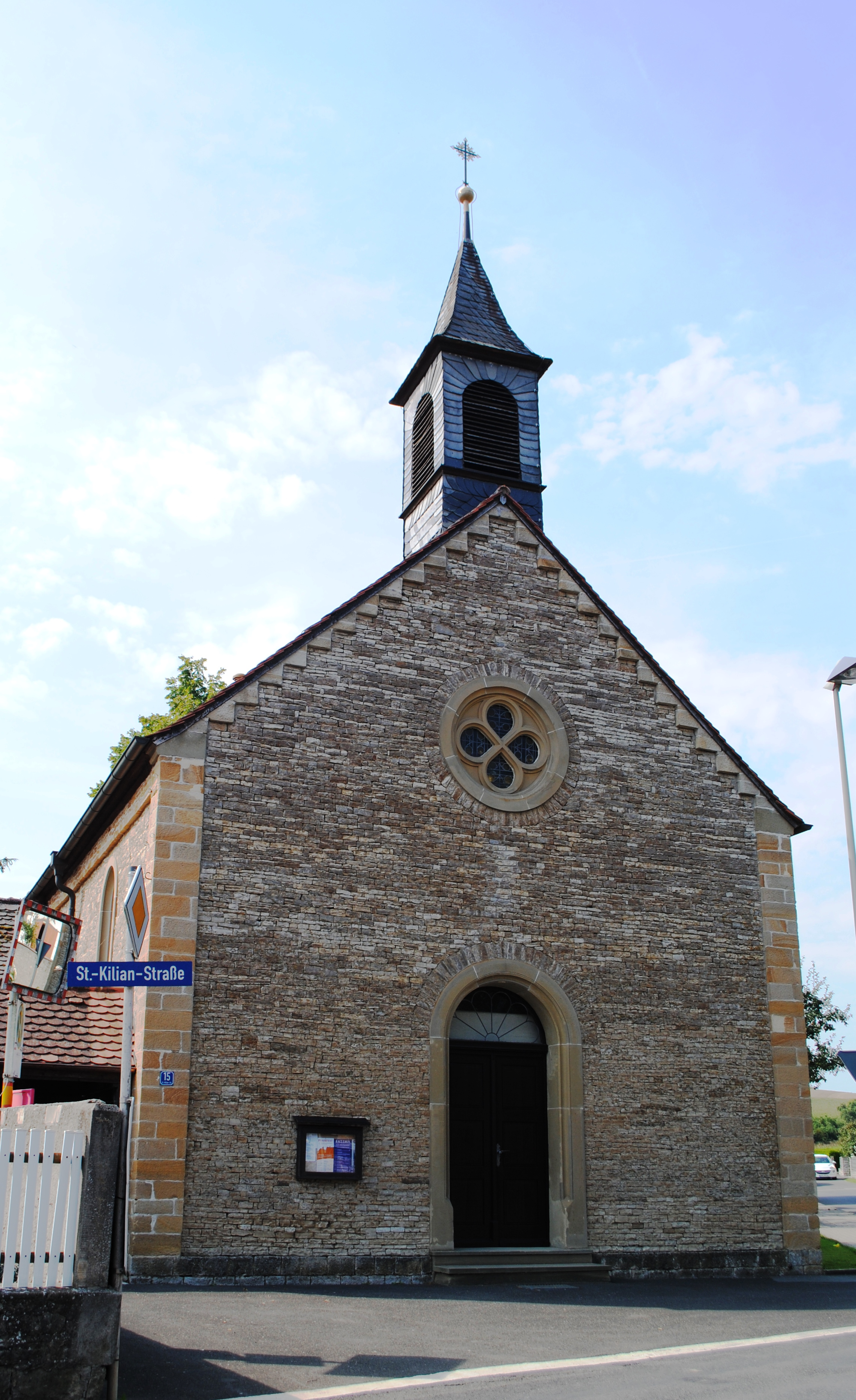
Die Kilianskirche in Schnepfenbach

Die Filialkirche St. Kilian mitten im Ort entstand im Stil der Neoromanik durch eine Stiftung im ausgehenden 19. Jahrhundert. Ältestes Ausstattungsstück ist die Glocke aus dem Jahre 1508 im Dachreiter des Kirchleins, die ursprünglich in der Linde der Gemeinde hing. Daneben überwiegen Objekte, die in der zweiten Hälfte des 20. Jahrhunderts in die Kirche kamen. 
Zwei Steinkreuze neben der Kirche gehen auf einen Streit zurück, bei dem sich zwei Fuhrleute gegenseitig töteten. Ursprünglich standen beide Kreuze neben einem Bildstock, der nicht mehr existiert.